# Reiner Reineccius
Reiner Reineccius, oder Reinhard Reineck (* 15. Mai 1541 in Steinheim im Hochstift Paderborn; † 16. April 1595 in Helmstedt) war ein deutscher Historiker.

## Leben
1578 wurde er Professor für Geschichte an der Universität Frankfurt (Oder). Von dort folgte er dem Ruf an die Universität Helmstedt.
Sein Werk „Syntagma de familiis quae in monarchiis tribus prioribus rerum potitae sunt“ (4 Bde., Basel 1574–1580) und die spätere Umarbeitung und Erweiterung desselben „Historia Julia sive syntagma hervicum“ (Helmstedt 1594–97) machte ihn berühmt. Über sein Werk publizierte Häberlein „De Reineccius meritis im historiam“ (Helmstedt 1746). In der späteren Literatur und in der Stadtgeschichte von Steinheim wird der mittelalterliche Historiker auch Reiner Reineccius Steinhemius genannt.
Er machte sich verdient um die Erforschung der Geschichte des Altertums und gilt als größter Sohn der Stadt Steinheim, die ihm zu Ehren eine Straße benannte. Zu seinen Ehren wird seit 2007 auch eine große Herbstkirmes benannt, der Reineccius-Markt, die von nun an jährlich stattfinden soll. Außerdem verleiht die Stadt Steinheim seit 2008 die Reiner Reineccius-Medaille für Menschen, die sich als „Querdenker und Pioniere“ im Sinne von Reiner Reineccius wider den Zeitgeist verhalten.

## Träger der Reiner-Reineccius-Medaille
Bisherige Preisträger:
- 2008: Klaus Töpfer
- 2009: Tanja Busse
- 2010: Franz Walter
- 2011: Heribert Wiedemeier
- 2012: Norbert Allnoch
- 2013: Felix Finkbeiner
- 2015: Josef Urhahne
- 2017: Christian Felber
- 2019: Johannes Üpping[3]